# Nicole Atkins
Nicole Atkins (1 de Outubro de 1978) é uma cantora e compositora americana, mais conhecida pelo seu trabalho com a banda Nicole Atkins & The Sea. Sua música é conhecida por sua mistura de estilo vocal tradicional com letras introspectivas.

## Discografia

### com Los Parasols
- 2002: The Summer of Love (EP)

### Compilações
- 2008: The Hotel Café Presents Winter Songs Epic
- 2009: Scott Walker – 30 Century Man

### Solo
- 2005: Party’s Over (demo)
- 2006: Bleeding Diamonds, EP Columbia
- 2007: Neptune City Columbia
- 2008: Nicole Atkins Digs Other People's Songs, EP Columbia
- 2011: Mondo Amore
- 2017: Goodnight Rhonda Lee

## Prémios e nomeações
2002
- Vencedora do Asbury Music Awards: Top Female Vocalist[2]
- Vencedora do Asbury Music Awards: Best Solo Act[2]
- Vencedora do Asbury Music Awards: Song of the Year – "Neptune City"[2]

2005
- Vencedora da fundação ASCAP: Sammy Cahn Award – "Neptune City"[3]